# Aplikační vrstva
Aplikační vrstva je 7. vrstva modelu vrstvové síťové architektury (OSI). V originále se nazývá application layer. Účelem vrstvy je poskytnout aplikacím přístup ke komunikačnímu systému a umožnit tak jejich spolupráci.

## Příklady
- AIM (AOL Instant Messenger Protocol)
- APPC
- AFP (Appletalk Filing Protocol)
- BitTorrent
- CFDP (Coherent File Distribution Protocol)
- DHCP
- FTAM
- FTP (File Transfer Protocol)
- gopher
- HTTP (Hyper Text Transfer Protocol)
- IMAP (Internet Message Access Protocol)
- ITMS (iTunes Music Store Protocol)
- IRC (Internet Relay Chat)
- SILC (Secure Internet Live Conferencing)
- LDAP (Lightweight Directory Access Protocol)
- Modbus
- MQTT (MQ Telemetry Transport or Message Queuing Telemetry Transport)
- NNTP (Network News Transfer Protocol)
- NTLM (NT LAN Manager)
- POP3
- SSH (Secure Shell)
- SIP (Session Initiation Protocol)
- SMB (Server Message Block)
- SMTP (Simple Mail Transfer Protocol)
- SNMP (Simple network management protocol)
- TFTP (Trivial File Transfer Protocol)
- TSP (Time Stamp Protocol)
- Telnet
- X.400
- X.500
- XMPP (Extensible Messaging and Presence Protocol)